# Intiyuq Kuchu
Intiyuq Kuchu o Pintasqa Wayqu es un sitio arqueológico en Perú con pinturas rupestres. Se encuentra ubicado en el distrito de Lamay, provincia de Calca, departamento del Cuzco. Intiyuq Kuchu está situado a una altitud de unos 3.800 metros (12.467 pies).

## Descripción
Intiyuq Kuchu es un nombre quechua que significa "un rincón con (un) sol". Inti significa sol; -yuq es un sufijo que denota propiedad; k'uchu significa "rincón". Se escribe alternativamente Intiyoqk 'uchu.
Pintasqa Wayq'u (o Pintasqawayq'o) significa "valle pintado": Pintay ("pintar") es un préstamo del español pintar; wayq'u/wayq'o significa "valle".
Pintasqa Wayq'u (hispanizada como Pintashuayc) es también el nombre de la montaña situada en la margen derecha del río Urubamba.